# Uropsilus
Uropsilus är ett släkte i familjen mullvadsdjur (Talpidae) med fyra arter som förekommer i östra Asien. I utseende påminner de mer om näbbmöss än om mullvadar. De skapar inte heller underjordiska gångsystem.

## Kännetecken
Dessa djur har små tassar med mjuka klor och de kan inte gräva i marken. Svansen är ungefär lika lång som övriga kroppen. Som enda medlemmar av mullvadsdjuren har de tydlig synliga yttre öron. Nosen är långsträckt och rörlig. Pälsen har en gråbrun färg, fötterna och svansen är bara glest täckt med hår och bär fjäll. Kroppslängden ligger mellan 6 och 9 centimeter, svansen är 5 till 8 centimeter lång. Vikten ligger – såvitt kända – mellan 12 och 20 gram.

## Utbredning och habitat
Arterna förekommer i de kinesiska provinserna Sichuan och Yunnan samt i norra Myanmar. Habitatet utgörs av skogar och bergsområden mellan 1 250 och 4 500 meter över havet.

## Levnadssätt
Det är inte mycket känt om arternas levnadssätt. De letar vanligen på marken efter föda men kan enligt olika berättelser klättra på mindre buskar. Det antas att de äter ryggradslösa djur. De vilar troligen i under grenar som ligger på marken samt i bergssprickor.

## Systematik
På grund av släktets differenser till övriga mullvadsdjur listas djurgruppen som en självständig underfamilj, Uropsilinae. Enligt fylogenetiska undersökningar utgör de systergruppen till alla övriga mullvadsdjur.
Arterna är:
- Uropsilus gracilis finns i Sichuan, Yunnan och norra Burma.
- Uropsilus soricipes lever i centrala Kina i provinserna Gansu, Sichuan, Yunnan och Shaanxi.
- Uropsilus andersoni lever i provinsen Sichuan.
- Uropsilus investigator  hittades hittills bara i Yunnan i höjder omkring 3 600 meter över havet.

IUCN listar de två förstnämnda arterna som livskraftig (Least Concern) och de andra två med kunskapsbrist (Data Deficient).